# Гранулювання
Гранулюва́ння (англ. granulation) — сукупність фізико-хімічних і фізико-механічних процесів, що забезпечують формування частинок (гранул) певних розмірів, форми, структури і фізичних властивостей. Гранулюють вугілля, відходи вуглезбагачення, рудні матеріали, ліки та інше. Процес грануляції і його різновиди відомі давно, описані, зокрема у праці De Re Metallica Георгія Агріколи (1556 р.).
Процес гранулювання складається з таких технологічних стадій:
- підготовку початкової сировини, дозування і змішування компонентів;
- власне гранулоутворювання (агломерація, кристалізація, ущільнення і ін.);
- формування структури (сушка, полімеризація і ін.);
- сортування (розділення частинок за розміром) і подрібнення крупних фракцій.

Гранулювання може бути вологе або сухе. При першому використовуються рідини — розчини допоміжних речовин; при сухому — змочувальні рідини або не використовують, або використовують їх тільки на одній певній стадії підготовки матеріалу.
Агрегація порошку в гранулах запобігає типовим явищам сегрегації та диспергування. Гранулят також менш чутливий до змін вологості навколишнього середовища, ніж порошок, що спрощує транспортування та зберігання матеріалу.
У випадку приготування гранульованого корму для тварин грануляція допомагає: по-перше, зберегти поживні речовини й вітаміни; по-друге, покращується й засвоюваність корму при споживанні; по-третє, оскільки гранулювання це термообробка, то вона вбиває грибки й бактерії й отже, покращується гігієна корму. Зрештою, тривалість зберігання гранульованого корму значно більша.

## Галерея

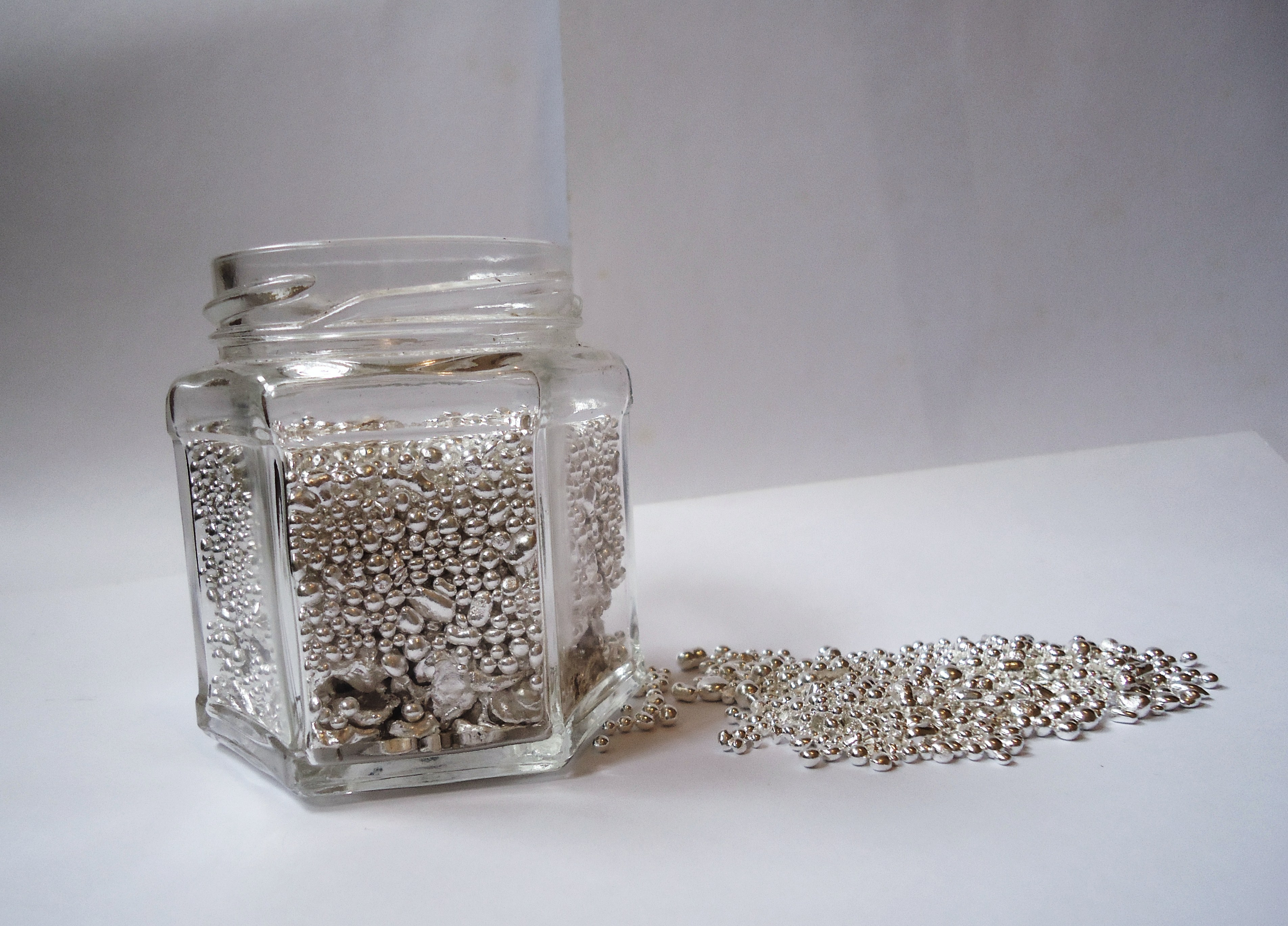
Гранульоване срібло
Зовнішній вигляд вуглемазутних гранул-агломератів. Середня крупність гранул – 3-5 мм
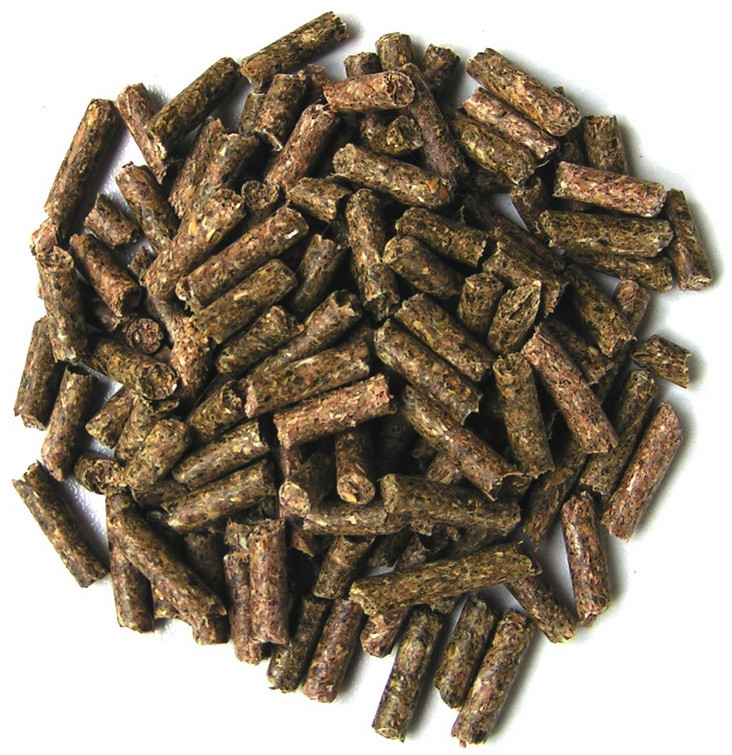
Гранульований комбікорм для тварин